# 沙埕镇
沙埕镇，是中华人民共和国福建省宁德市福鼎市下辖的一个乡镇级行政单位。

## 行政区划
沙埕镇下辖以下地区：
沙埕社区、内澳社区、外澳社区、水生村、和平村、台山村、澳口村、流江村、后港村、澳腰村、南镇村、台峰村、小白鹭村、官城尾村、水澳村、大白鹭村、王谷村、敏灶村、川石村、后澳村、交椅坪村和上黄岐村。